# Andrea Gail
Andrea Gail foi uma embarcação de pesca comercial com 22 metros de comprimento que foi construído em Panamá City, Flórida, em 1978. Seu nome original era Miss Penny e foi perdido no mar durante a tempestade perfeita em 1991. Seu porto situava-se em Marblehead, Massachusetts, Estados Unidos da América.
Todos os seus seis tripulantes ficaram desaparecidos após a tempestade. A embarcação também nunca foi achada, embora seu rádio comunicador fosse achado na Ilha Sable. A história de Andrea Gail e sua tripulação inspirou Sebastian Jungle no seu livro The Perfect Storm, de 1997 e o filme de mesmo nome.